# Jostein Flo
Jostein Flo (* 3. října 1964, Stryn, Norsko) je bývalý norský fotbalový útočník a reprezentant. Mimo Norsko působil jako hráč v Anglii a Belgii. Nastupoval na hrotu útoku, alternativně na křídle.
V A-týmu norské fotbalové reprezentace odehrál 51 zápasů a vstřelil v nich 10 gólů (nepočítaje olympijskou kvalifikaci 1986–1988).
Po skončení aktivní hráčské kariéry se stal sportovním ředitelem klubu Strømsgodset IF.
Pochází ze sportovně založené rodiny, jeho bratři Tore André Flo, Kjell Rune Flo, Jarle Flo, bratranec Håvard Flo a synovec Ulrik Flo jsou také bývalí či současní fotbalisté.

## Klubová kariéra
- Stryn TIL (mládež)
- Molde FK 1987–1990
- Lierse SK 1990–1991
- Sogndal Fotball 1991–1993
- Sheffield United 1993–1996
- Strømsgodset IF 1996–2002

## Reprezentační kariéra
V A-mužstvu Norska debutoval 3. 6. 1992 v přátelském utkání v Oslu proti reprezentaci Skotska (remíza 0:0). Předtím odehrál za Norsko v roce 1987 dva kvalifikační zápasy (v nichž jednou skóroval) na Letní olympijské hry 1988 v Soulu.
Celkem odehrál v letech 1992–2000 za norský národní tým 51 zápasů a vstřelil 10 gólů.
Zúčastnil se Mistrovství světa 1994 v USA a Mistrovství světa 1998 ve Francii.

## Funkcionářská kariéra
Poté se stal funkcionářem v norském klubu Strømsgodset IF, v němž ukončil hráčskou kariéru.